# Batiscaf

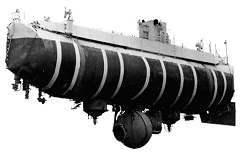
Batiscaful Trieste

Batiscaful (gr. bathys – adânc, skaphe – barcă) este un submersibil autonom (cu propulsie proprie), pentru cercetări oceanografice la mare adâncime. Marea majoritate a batiscafurilor construite - 98% - au adâncimea maximă de scufundare de 6000 m. 
Ideea realizării unui batiscaf aparține lui Auguste Piccard⁠(fr)[traduceți], constructor de aerostate și primul om care a urcat cu un balon în stratosferă, la altitudinea de 15.781 m în anul 1931 și care a aplicat principiul balonului la construcția primului batiscaf.

## Scurt istoric

Imagine interioară a batiscafului Trieste

- În anul 1948 este construit primul batiscaf FNRS II (Fonds National de la Recherche Scientifique - inițialele sponsorului belgian), care a coborât la adâncimea de 1380 m, fără echipaj, în largul insulelor Capului Verde.
- 1953: Este lansat la apă batiscaful Trieste construit de Jacques Piccard⁠(en)[traduceți], fiul lui Auguste Piccard, ce putea coborî până la adâncimea de 6000 m.
- Pierre Willm și George Hout, ofițer în Marina Franceză, coboară în anul 1954 la adâncimea de 4050 m cu noul batiscaf FNSR III.
- Marina americană cumpără în anul 1958 batiscaful Trieste și îi aduce unele îmbunătățiri printre care și înlocuirea sferei de rezistență cu una fabricată la uzinele Krupp, capabilă să reziste la o presiune echivalentă cu cea mai mare adâncime a oceanului planetar, aproape 11000 m.
- La 23 ianuarie 1960, la a 65-a misiune, după o coborâre ce a durat 4 ore și 48 de minute, Jacques Piccard și Don Walsh ating adâncimea de 10916 m în Groapa Marianelor, 200 km sud-vest de insula Guam.
- În 1961 a fost lansat în Franța batiscaful Arhimede, dotat cu aparatură științifică complexă și care atinge adâncimea de 9545 m în largul Japoniei.
- Este construit în anul 1964 batiscaful Trieste II, succesorul lui Trieste, și care efectuează o serie de mai multe scufundări la locul naufragiului submarinului USS Tresher aflat la adâncimea de 2600 m.
- Un alt batiscaf al US Navy, Alvin este construit de către General Electric și lansat în 1964. Alvin avea adîncimea maximă de scufundare de 4500 m și a efectuat peste 4000 de scufundări cu caracter științific, cu un total de 12 000 de oameni la bord. În anul 1968 Alvin se scufundă accidental.
- Este realizat  în anul 1964 Aluminot, primul batiscaf în întregime din aluminiu având o greutate de 80 tone. Aluminaut a fost folosit la recuperarea unei bombe nucleare nearmate a US Navy și a batiscafului Alvin în 1969.
- În Franța este conceput în anul 1984 batiscaful Nautile cu adâncimea maximă de 6000 m.
- În anul 1987 Academia Rusă de Științe în colaborare cu Institutul de Oceanologie din Shirsov, Rusi, construiește batiscafurile Mir 1 și Mir 2 la Rauma-Rapola în Finlanda. Acestea puteau atinge adâncimea maximă de 6000 m.
- 1990: Este construit DSV Shinkai 6500, un batiscaf japonez ce aparține JAMSTEC (Japanese Agency for Marine Earth Science and Technology)

## Principiu de funcționare

Principiul de funcționare - animație

Batiscaful este conceput ca un balon al cărui mediu de evoluție este apa în locul aerului atmosferic. Heliul și hidrogenul, care creează forța ascensională a balonului deoarece sunt mai ușoare decât aerul, sunt înlocuite cu benzină care are o densitate mai mică decât apa.

Coborârea se face prin umplerea tancurilor de balast cu apă, iar prin eliberarea de alice metalice din buncărele de lest, se compensează pierderea de flotabilitate datorată comprimării benzinei la presiuni mari creând flotabilitatea pozitivă.

Deplasarea pe orizontală este realizată de motoare electrice alimentate de acumulatori cu plumb sau zinc-argint.

## Elemente componente

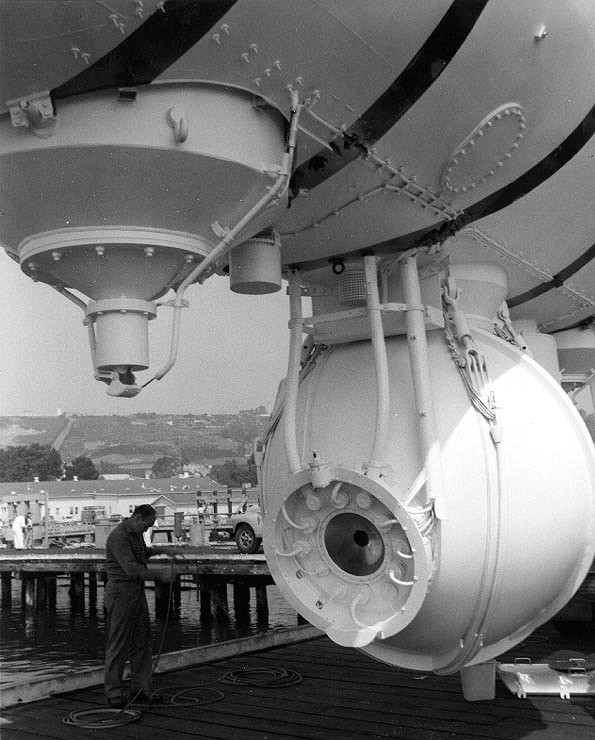
Sferă de rezistență și buncăr de balast

Părțile principale ale unui batiscaf sunt corpul de flotabilitate și sfera de rezistență.
- Corpul de flotabilitate format din compartimentele umplute cu benzină este în echipresiune cu mediul exterior și nu trebuie să fie rezistent la presiune.
- Sfera în care stă echipajul la presiune atmosferică, este rezistentă la presiune, are o grosime care depinde de adâncimea maximă de scufundare a batiscafului (la Trieste era de 150 mm), este prevăzută cu poartă de acces, hublouri, instalații de menținere a vieții, sonare, aparate de măsură și control etc.

Batiscafurile sunt prevăzute cu brațe articulate pentru prelevarea de eșantioane de sol, rocă etc, sisteme de iluminare puternice, precum și camere de filmat și fotografiat subacvatice.

Aparatura științifică complexă a batiscafului permite efectuarea de cercetări biologice și geofizice la mare adâncime, care sunt combinate cu observațiile directe ale oamenilor de știință aflați în interior.
| Denumire       | Constructor                  | An constr. | Armator                                | Adâncime (m) | Greutate (t) | Viteză (Nd) | Echipaj |
| -------------- | ---------------------------- | ---------- | -------------------------------------- | ------------ | ------------ | ----------- | ------- |
| ALUMINAUT      | General Dynamics-S.U.A.      | 1964       | Reynolds Int.-S.U.A.                   | 5000         | 76           | 3           | 6       |
| ALVIN          | General Mills/Lyton-S.U.A.   | 1964       | US Navy                                | 4000         | 2            | 3           |         |
| ARCHIMEDE      | Marine Nationale-Franța      | 1961       | Marine Nationale                       | 11000        | 61           | 2,5         | 3       |
| CYANA          | C.E.M.A.-Franța              | 1970       | C.N.E.X.O.-Franța                      | 3000         | 8,5          | 2           | 3       |
| DEEPSTAR 20000 | Westinghouse Electric-S.U.A. | 1965       | Westinghouse Ocean-S.U.A.              | 6100         | 42,5         | 3           | 3       |
| FNRS 2         | F.N.R.S.-Belgia              | 1948       | Marine Nationale-Franța                | 4500         | 2,8          | 0,5         | 2       |
| FNRS 3         | Marine Nationale-Franța      | 1953       | Marine Nationale                       | 4500         | 28,1         | 5           | 2       |
| MIR            | Rauma-Repola-Finlanda        | 1987       | Shirshov Institute of Oceanology-Rusia | 6000         | 18,6         | 5           | 3       |
| NAUTILE        | DCN-Franța                   | 1984       | Ifremer-Franța                         | 6000         | 19,5         | 1,7         | 3       |
| SEA CLIFF      | General Dyn-S.U.A.           | 1968       | US Navy                                | 2000/6100    | 30           | 2,5         | 3       |
| SHINKAI 6500   |                              | 1990       | JAMSTEC-Japonia                        | 6500         |              | 2,5         | 3       |
| SP 3000        | C.E.M.A.-Franța              | 1961       | CNEXO-Franța                           | 3000         | 1            | 4           | 2       |
| TRIESTE I      | Auguste & Jacques Piccard    | 1972       | US Navy                                | 12000        |              | 0,5         | 3       |
| TRIESTE II     | M.I.N.S.-S.U.A.              | 1964       | Submarine Development-S.U.A.           | 6000         | 86           | 2           | 3       |
| TURTLE         | General Dyn-S.U.A.           | 1968       | US Navy                                | 2400         | 16           | 2,5         | 3       |